# Željko Franulović
Željko Franulović (Korčula, 13 de Junho de 1947) é um ex-tenista profissional croata, que competia pela então, Iugoslávia.

## Grand Slam finais

### Simples (1 vice)
| Resultado | Ano  | Campeonato       | Oponente  | Placar        |
| Vice      | 1970 | Aberto da França | Jan Kodeš | 2–6, 4–6, 0–6 |

## Grand Prix Championship Series finais

### Simples (1 vice)
| Resultado | Ano  | Campeonato  | Oponente       | Placar        |
| Vice      | 1970 | Monte Carlo | Manuel Orantes | 6–4, 6–3, 6–3 |